# Сербская православная общая гимназия «Кантакузина Катарины Бранкович»
Сербская православная общая гимназия “Кантакузинa Катарины Бранкович“(HRV: Srpska pravoslavna opća gimnazija Kantakuzina Katarina Branković; SRP: Српска православна општа гимназија Кантакузина Катарина Бранковић) — гимназия, основанная в 2005 году.

## История
Открыта в 2005 году, гимназия продолжает традицию православного образования религиозного меньшинства в городе, имеющего историю в несколько сотен лет.

## Образование
Студенты получают бесплатное образование. Сербская православная церковь в Хорватии покрывает все расходы на школьное образование для всех  студентов гимназии. Школа в настоящее время принимает студентов из Хорватии, Сербии, Боснии и Герцеговины и Молдовы, школа открыта для всех, кто отвечает правилам поступления, независимо от религии и национальности.
- План нового кампуса
- Выпускники
- Выпускники
- Спортивный клуб
- Выпускники
- Студенты в Падуанском университете
- Студенты в Любляне, Словения
- Студенты в Италии
- Студенты в Болонье, Италия